# MINIPUT
El MINIPUT és una mostra de la televisió de qualitat més innovadora de l'any, que respon al criteri de servei públic, impulsat l'any 1994 per la Universitat Pompeu Fabra i la Televisió de Catalunya (TVC). Se celebra a Barcelona cada mes de novembre/desembre, amb la col·laboració de diverses entitats vinculades al món educatiu, cultural i televisiu català.

## Història
En els seus inicis, va estar organitzat pel departament de Comunicació de la Universitat Pompeu Fabra i Televisió de Catalunya arran de la creació i ubicació de l'Arxiu INPUT a la Universitat Pompeu Fabra l'any 1994. L'any 1998 es va afegir el Departament de Comunicació Audiovisual i de periodisme de la Universitat Autònoma de Barcelona. El 1999 van ser Barcelona Televisió i Televisió Espanyola de Catalunya els que es van sumar a la proposta. En altres ocasions han col·laborat la XTVL, la UOC, ESCAC i diferents ambaixades.

## Organització
Actualment, el MINIPUT està organitzat conjuntament per:
- El Departament de Comunicació de la Universitat Pompeu Fabra (UPF)
- El Departament de Comunicació Audiovisual de la Universitat Autònoma de Barcelona (UAB)
- La Universitat de Lleida (UdL)
- La Universitat Ramon Llull (URL)
- Televisió de Catalunya (TVC)
- Televisió Espanyola de Catalunya (TVE)
- Centre de Cultura Contemporània de Barcelona (CCCB)

També compta amb la col·laboració de la Universitat de Girona i de la Universitat Rovira i Virgili que faciliten la difusió entre els seus estudiants vinculant la mostra als programes docents i ajudant amb el transport perquè puguin accedir a la mostra.

## Referent
El MINIPUT s'organitza seguint el model del festival INPUT, encara que concentrat en una jornada única maratoniana en què es poden veure al llarg de dotze hores uns 14-15 programes. Cada edició del MINIPUT consta d'una jornada de projeccions amb debat, tractant-se d'una selecció dels programes més desatacats de l'INPUT, així com una sessió dels millors programes nacionals, siguin emesos per televisió broadcast o per internet i, en aquest cas, siguin produïts per les televisions o per productores independents. Aquests programes s'organitzen segons uns trets o peculiaritats específiques en l'esperit de les inquietuds que guien i orienten cadascuna de les sessions de la celebració de la conferència INPUT que són: programes arriscats, èmfasi en els continguts, nous formats, programes que susciten una reflexió plural, crítica i oberta sobre la realitat, etc .
És per l'escassetat de possibilitats de parlar sobre programes de televisió que el MINIPUT de Barcelona (així com altres que es fan en altres ciutats del món), es converteix en un lloc a preservar, un dels pocs espais per poder fer créixer la consciència de millora i de risc i per potenciar la televisió de servei públic .

## INPUT
L'INPUT, acrònim d'International Public Television, és una conferència internacional sobre televisions públiques que se celebra un cop l'any des de fa més de 30 anys i que reuneix professionals (directors, productors, guionistes, programadors...) i estudiosos de tot el món vinculats a l'àmbit televisiu. A cada trobada es presenten més de mil programes dels gairebé 50 països membres de l'INPUT. Els coordinadors nacionals seleccionen cada any els programes més apropiats per l'INPUT que s'han emès al seu país durant l'any anterior. Els shopstewards són les persones escollides per la junta per fer la selecció; també condueixen els debats i organitzen els programes en sessions temàtiques .
Durant els cinc dies en què es projecten aquests programes, es debaten qüestions relatives a la programació de les televisions públiques, però no es reparteix cap mena de premi ni es fomenta la competitivitat. Així és com INPUT fomenta el contrast d'opinions, problemes comuns i punts de vista entre professionals i investigadors de tot el món per estudiar l'evolució de les tendències de la televisió pública internacional. L'INPUT esdevé essencialment una trobada de programme-makers (realitzadors, productors, directors, programadors, guionistes), més enllà que una reunió d'executius i de directius de les cadenes. La conferència es realitza a finals de maig o principis de juny. Hi ha tres sessions simultànies durant el matí i la tarda. Després de cada programa hi ha un col·loqui amb el realitzador o productor i s'obre un debat entorn del tema de la sessió. Un cop acabada la jornada, el debat sol continuar en petits grups fora de les sales de visualització.
Un aspecte essencial d'INPUT és que funciona sense recursos propis: els membres de la junta, els coordinadors nacionals i els shopstewards treballen voluntàriament i sense remuneració. Cada any, una televisió, una universitat o algun organisme de l'administració regional o estatal ofereix la seu i el finançament de la conferència. Malgrat l'aparent precarietat del sistema, INPUT funciona des de fa més de 30 anys i està ben consolidat. Les darreres conferències s'han celebrat a Bangkok (Tailàndia, 2019), Brooklyn (Estats Units, 2018), Thessaloniki (Grècia, 2017), Calgary (Canadà, 2016), Tokio (Japó, 2015), Helsinki (Finlàndia, 2014), El Salvador (El Salvador, 2013), Sydney (Austràlia, 2012), Seul (Corea del Sud, 2011), Budapest (Hongria, 2010), Varsòvia (Polònia, 2009), Johannesbourg (Sud Àfrica, 2008), Lugano (Suïssa, 2007), Tapiei (Taiwan, 2006), Los Angeles (EUA, 2005), Barcelona (Espanya, 2004), Aarhus (Dinamarca, 2003), Rotterdam (2002), Cape Town (Sud-àfrica, 2001), Halifax (Canadà, 2000), Fort Worth (Texas, 1999), Stuttgart (Alemanya, 1998), Nantes (França, 1997), Guadalajara (Mèxic, 1996), Sant Sebastià (Espanya, 1995), Montreal (Canada, 1994), Bristol (Gran Bretanya, 1993), Baltimore (EUA, 1992).

## Arxiu
La Universitat Pompeu Fabra es troba estretament relacionada amb l'INPUT des de l'any 1994, ja que va signar un acord amb el Board per crear l'arxiu de la conferència, que es troba dipositat a la Biblioteca de la UPF i que forma part dels recursos que els Estudis de Comunicació Audiovisual i l'Institut Universitari de l'Audiovisual donen a disposició dels estudiosos i investigadors. L'arxiu, compost actualment per gairebé 1500 programes, s'ha integrat en la dinàmica docent i investigadora de televisió de qualitat de la Universitat. Així mateix, en la selecció d'algunes de les edicions anteriors a l'any 1994 falten alguns programes. Actualment s'està treballant a completar l'arxiu. Les televisions dediquen gran part de la seva activitat a la producció i una mínima a la investigació, en canvi, la dinàmica de les universitats és justament la contrària. Aquest és el motiu pel qual la col·laboració entre la Universitat Pompeu Fabra i INPUT reequilibra la interacció entre reflexió i creació necessària en tot procés de producció d'un programa.
L'objectiu d'aquesta col·lecció és el de crear una eina de referència per a la televisió. Així com en l'àrea cinematogràfica hi ha establerta una categorització fluida sobre les obres essencials, a la televisió aquesta és inexistent. No hi ha una visió clara de quins són els programes que han servit per crear l'evolució del llenguatge televisiu. La “Col·lecció INPUT" constituirà, en el moment en què estigui establerta, un esquelet essencial per a la recerca i anàlisi de models televisius.
Des del Deganat d'Estudis de Comunicació Audiovisual s'està impulsant el desenvolupament del projecte de creació d'una base de dades en línia dels programes de l'Arxiu INPUT, projecte que ja es va iniciar l'any 2013 .

## Direcció i comitè organitzador
- Francesc Escribano- (exdirector de TVC), assessorament i coordinador Nacional d'INPUT.
- Ingrid Guardiola - (professora del grau de Comunicació Audiovisual a la UPF i la UdG), assessorament i coordinació de l'activitat (fins al 2018).
- Jordi Balló - director de l'Arxiu INPUT.
- Montse Pujol Solà- coordinació de l'activitat (a partir del 2019).